# Фі-феномен

Ілюстрація фі-феномена: кольорові кола з'являються на 10, 80 і 200 мс

Фі-феномен — відчуття руху, що виникає при послідовному ввімкненні стаціонарних джерел світла, а також самої форми цього руху. 
Фі-феномен був відкритий Максом Вертгеймером в 1910 році та описаний у статті «Експериментальні дослідження сприйняття руху» 1912 року. Разом з асистентами Вольфгангом Келером і Куртом Коффкою він виявив, що два джерела світла, що загоряються з різним інтервалом, сприймаються людиною по-різному: 
- при досить малому інтервалі між ввімкненнями (менше ніж 60 мс) джерела сприймаються одночасно;
- при великому інтервалі (більше ніж 200 мс) джерела сприймаються послідовно;
- при інтервалі від 60 до 200 мс ввімкнення джерел сприймається як безперервний потік світла.

Характерною особливістю фі-феномена є те, що відчуття руху не залежить ні від кольору, ні від розміру, ні від просторової локалізації джерел світла. 
Це явище суперечило панівній в той час в психології теорії Вундта, згідно з якою будь-яке свідоме переживання було сукупністю елементарних складових, на які розбити рух світла було не можна. 
Вважається, що з публікації статті про фі-феномен почалася гештальт-психологія. 